# Karizmatski pokret
Karizmatski pokret je kršćanski pokret obnove.
Naziv dolazi od grčke riječi „charisma” (karizma), što znači milosni Božji dar. Naglašava očitovanje darova Duha Svetoga kao znak Njegove prisutnosti. Ti su darovi poznati kao biblijske karizme ili duhovni darovi koji pojedincu daju utjecaj ili autoritet nad ljudima. Vrlo važni darovi među tim karizmama su govorenje u jezicima i proročanstvo. Karizmatici tvrde da se i danas može doživjeti objava Duha Svetoga, kakva je bila dana Crkvi u prvim stoljećima.
Pokret je započeo 1906. u misiji Azusa Street u Los Angelesu; u duhovnoj obnovi metodista. Pripadnici su tvrdili, da su ispunjeni Duhom Svetim, pozivajući se na izvještaj o Pedesetnici u Djelima apostolskim. Govor u jezicima i čuda iscjeljenja doveli su ih do duhovnog zanosa. Oni koji su prisustvovali ovom događaju proširili su svoje oduševljenje diljem Sjedinjenih Američkih Država. Tako je započeo Karizmatski pokret.
Početkom 1970-ih pokret se proširio Europom. U 1980-ima proširio se na mnoge nove denominacije. Utjecao je na baptiste, episkopalce, evangelike i također na nedenominacijske crkve. Među rimokatolicima se proširio počevši od oko 1967. godine. Karizmatski pokret u Katoličkoj Crkvi, poznat i pod imenom Katolička udruga Obnova u Duhu Svetom, nastao je neposredno nakon Drugoga vatikanskog sabora. Sa sveučilišta Duquesne u SAD-u karizmatski pokret se proširio kasnije po cijelom svijetu. Smatra se da danas u svijetu katolički karizmatski pokret Obnove u Duhu Svetom obuhvaća oko 200 milijuna članova u većini zemalja svijeta.
Karizmatski pokret u Hrvatskoj najviše su širili: Tomislav Ivančić, Zvjezdan Linić, Zlatko Sudac, Smiljan Dragan Kožul, Milivoj Bolobanić, Josip Lončar, Dražen Radigović i Božja pobjeda, a u Bosni i Hercegovini Ivo Pavić. Na vrhuncu Karizmatskog pokreta u Hrvatskoj krajem 2000-ih i početkom 2010-ih održavali su se seminari duhovne obnove u sportskim dvoranama pred tisućama vjernika. Tako je fra Zvjezdan Linić više puta držao trodnevnu duhovnu obnovu obraćenja u zagrebačkom Domu sportova pred 8000 vjernika. U razdoblju od 2000. do rujna 2009. godine u Domu za duhovne susrete "Betanija" u Ćunskom na Malome Lošinju, Zlatko Sudac održao je 240 organiziranih seminara duhovne obnove s oko 31 000 polaznika, od čega je branitelja bilo 3356. Dražen Radigović utemeljio je karizmatsko-molitvenu zajednicu "Dobri Pastir" 1997. godine. Pokrenuo je časopis Rhema te od 2000. do 2007. godine organizirao je i vodio tridesetak većih karizmatskih susreta po sportskim dvoranama, od kojih se ističe onaj u dvorani Košarkaškog centra Dražen Petrović pred više od 8000 ljudi.
Fra Ivo Pavić organizira duhovne obnove u Šurkovcu u Bosni i Hercegovini. U 2011. godini župu je posjetilo oko 80 000 hodočasnika, a u 2012. do kolovoza je došlo 120 000 hodočasnika.
Karizmatski pokret poznat je po prihvaćanju govorenja u jezicima, po karizmama ozdravljenja, počivanja u Duhu i proroštvu. Karizmatski susreti uključuju: molitvu, pjevanje, ples, klicanje u Duhu i podizanje ruku u molitvi. Pomazanje bolesnika uljem i polaganje ruku često je dio službe. To su temeljni razlozi rasta i popularnosti ovog pokreta. Poteškoće vezane uz Karizmatski pokret mogu biti: elitizam (smatranje pripadnika Karizmatskog pokreta boljim od drugih vjernika), navezanost na jakog vođu karizmatika, bijeg od stvarnog života, otuđenje od pastoralnog života svoje župne zajednice, nepridržavanje propisa Crkve, pretjerano korištenje psihologije, grčevito traženje ozdravljenja, teatralnost i senzacionalizam.
Ostaje pitanje temelji li se karizmatski pokret na Bibliji. Zagovornici se pozivaju na Bibliju, vjerujući da je Božja istina otkrivena u njoj.